# Diplectrona ungaranica
Diplectrona ungaranica är en nattsländeart som beskrevs av Georg Ulmer 1951. Diplectrona ungaranica ingår i släktet Diplectrona och familjen ryssjenattsländor. Inga underarter finns listade i Catalogue of Life.